# Drumul european E90
Drumul european E90 este drumul european clasa A, de referință vest-est, care se întinde din orașul Lisabona, Portugalia până la granița dintre statele Turcia și Iraq.

## Itinerar
- Portugalia
  - Lisbona
- Spania
  - Badajoz
  - Madrid
  - Saragossa
  - Lleida
  - Barcelona
- Italia
  - Mazara del Vallo
  - Palermo
  - Buonfornello
  - Messina
  - Reggio di Calabria
  - Metaponto
  - Taranto
  - Brindisi
- Grecia
  - Igoumenitsa
  - Ioannina
  - Thessaloniki
  - Alexandroupolis
- Turcia
  - Gelibolu
  - Lapseki
  - Bursa
  - Ankara
  - Adana
  - Nusaybin
  - Habur